# Colombièr (Loira)
Colombier és un municipi francès situat al departament del Loira i a la regió d'Alvèrnia-Roine-Alps. L'any 2007 tenia 300 habitants.

## Demografia

### Població
El 2007 la població de fet de Colombier era de 300 persones. Hi havia 123 famílies de les quals 42 eren unipersonals (27 homes vivint sols i 15 dones vivint soles), 31 parelles sense fills, 42 parelles amb fills i 8 famílies monoparentals amb fills.
La població ha evolucionat segons el següent gràfic:
Habitants censats

### Habitatges
El 2007 hi havia 170 habitatges, 127 eren l'habitatge principal de la família, 37 eren segones residències i 6 estaven desocupats. 154 eren cases i 15 eren apartaments. Dels 127 habitatges principals, 91 estaven ocupats pels seus propietaris, 22 estaven llogats i ocupats pels llogaters i 14 estaven cedits a títol gratuït; 2 tenien una cambra, 8 en tenien dues, 22 en tenien tres, 37 en tenien quatre i 58 en tenien cinc o més. 87 habitatges disposaven pel capbaix d'una plaça de pàrquing. A 49 habitatges hi havia un automòbil i a 64 n'hi havia dos o més.

### Piràmide de població
La piràmide de població per edats i sexe el 2009 era:
| Homes | Edats   | Dones |
| ----- | ------- | ----- |
| 0     | 95 o +  | 0     |
| 0     | 90 a 94 | 0     |
| 0     | 85 a 89 | 12    |
| 0     | 80 a 84 | 0     |
| 0     | 75 a 79 | 4     |
| 12    | 70 a 74 | 4     |
| 12    | 65 a 69 | 12    |
| 4     | 60 a 64 | 8     |
| 4     | 55 a 59 | 0     |
| 12    | 50 a 54 | 12    |
| 8     | 45 a 49 | 4     |
| 12    | 40 a 44 | 12    |
| 8     | 35 a 39 | 16    |
| 12    | 30 a 34 | 0     |
| 8     | 25 a 29 | 8     |
| 4     | 20 a 24 | 8     |
| 8     | 15 a 19 | 12    |
| 8     | 10 a 14 | 12    |
| 16    | 5 a 9   | 12    |
| 12    | 0 a 4   | 0     |

## Economia
El 2007 la població en edat de treballar era de 199 persones, 151 eren actives i 48 eren inactives. De les 151 persones actives 138 estaven ocupades (75 homes i 63 dones) i 14 estaven aturades (6 homes i 8 dones). De les 48 persones inactives 23 estaven jubilades, 17 estaven estudiant i 8 estaven classificades com a «altres inactius».

### Ingressos
El 2009 a Colombier hi havia 129 unitats fiscals que integraven 314 persones, la mediana anual d'ingressos fiscals per persona era de 14.560 €.

### Activitats econòmiques
Dels 6 establiments que hi havia el 2007, 1 era d'una empresa de comerç i reparació d'automòbils, 4 d'empreses d'hostatgeria i restauració i 1 d'una empresa immobiliària.
Els 2 serveis als particulars que hi havia el 2009 eren restaurants.
L'any 2000 a Colombier hi havia 35 explotacions agrícoles que ocupaven un total de 464 hectàrees.

## Equipaments sanitaris i escolars
El 2009 hi havia una escola elemental.

## Poblacions més properes
El següent diagrama mostra les poblacions més properes.